# トレッドル (鉄道)
トレッドルは、鉄道の信号保安装置の一種で、列車の車軸がある地点を通過したことを検知する機械的・電気的な装置である。軌道回路がある一定の区間（数キロメートルに及ぶ場合もある）に列車がいるかどうかを検知するのに対して、トレッドルはピンポイントで列車位置検出を行う。

## 歴史
鉄道事故を防ぐために、閉塞装置が考案されたが、鉄道信号機と閉塞装置の間に連動がなく、閉塞を取り扱わなくても信号機に進行現示が出て、列車が出発して事故が起きていた。閉塞扱いが完了し、前方に列車がいないときに限り、信号機に進行現示を出せるようにする仕組みが求められたが、軌道回路が発明されていない時代には困難があった。そのため、列車の検知をする仕組みとしてトレッドルが発案された。当初は車両の重量でレールが歪むことを利用し、電気接点を開閉して検知する仕組みであった。レールが頑丈になって歪みが少なくなると、油圧で歪みを拡大して電気接点を開閉するオイル式、さらに高周波電流を利用した電子式といったものが発明された。

## 方式

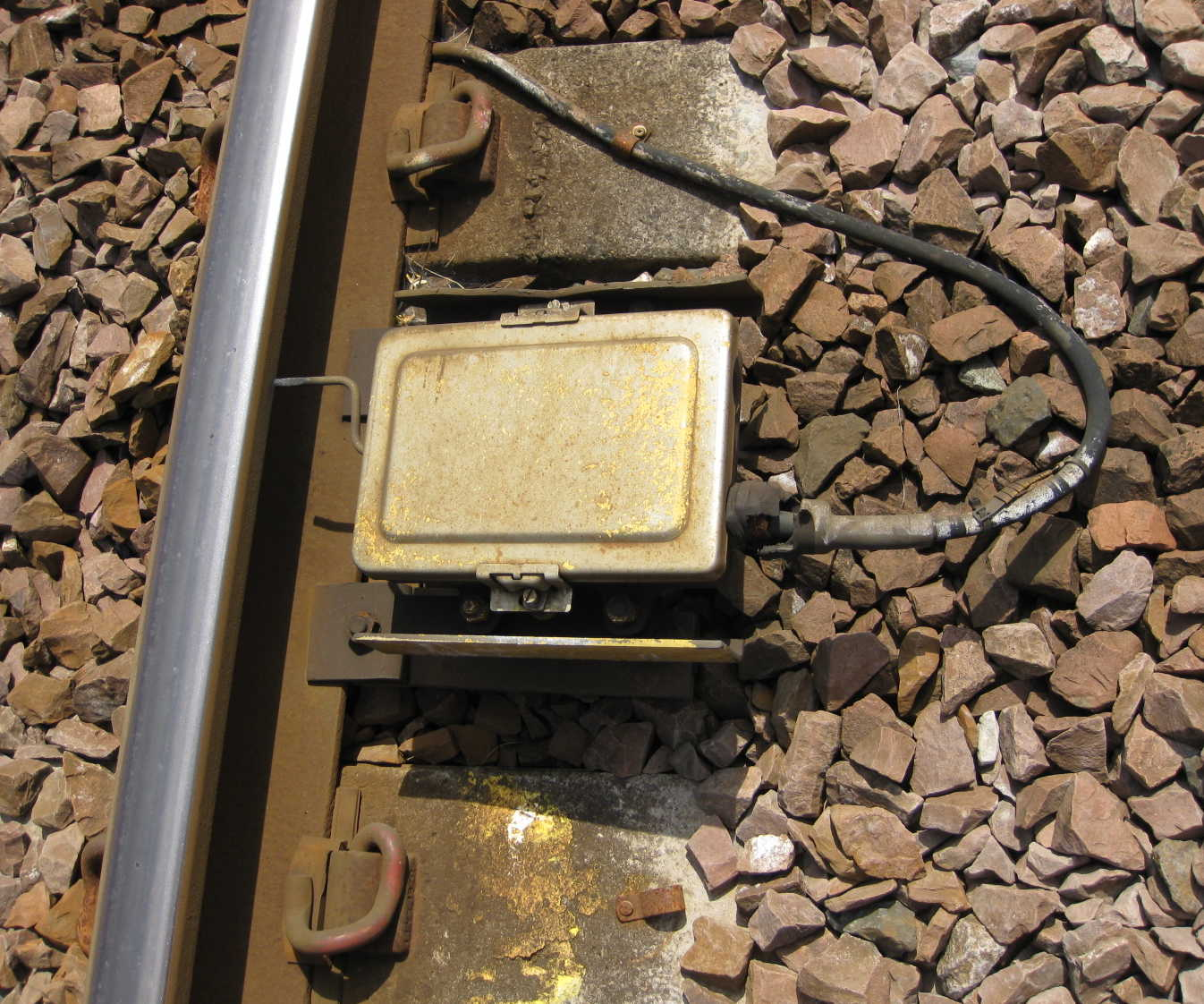
電気機械式トレッドル

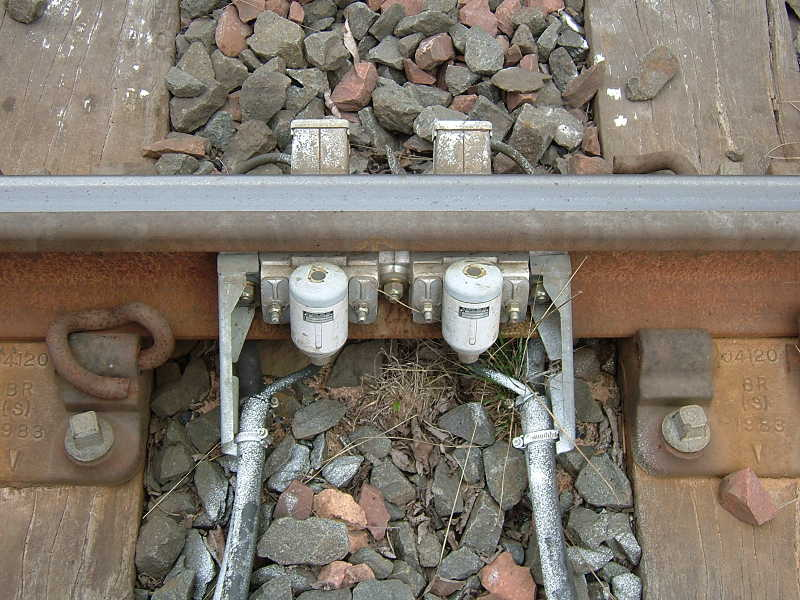
車軸カウンタ用に使用されている電子式トレッドル

### 機械式
車止めや安全側線の付近など、錆び付いたレールのために軌道回路の動作が信頼できない場合に、長い棒を使ったトレッドルが設置される。列車がこの棒を押し下げると、信号扱手に入線を知らせる。

### 油圧式
レールと枕木の間にわずかな空間があり、車軸の通過でこの間隙が変化することを検知するものである。間隙の減少によりピストンを押し下げ、これが装置内の油に圧力を加えてプランジャーを駆動し、クランクアームを動かして電気接点を切り替える。列車が通過すると、油圧が減少してプランジャーに備えられたスプリングの力で元の位置にプランジャーが戻って再び電気接点を切り替えるが、その際に油の戻る流路を弁で調整することによって、若干の遅れ時間を持たせる仕組みになっている。

### 電気機械式
電気機械式トレッドルでは、小さなアームがフランジウェイに設置される。フランジがアームを押し下げるとアームに接続された電気装置がその状況を出力する。アームは多くの車軸を持った車両が通過する時に不必要に損傷しないようにするために、一旦押し下げられると数秒間下がった状態のままになっている。

### 電子式
電子式トレッドルは、アームや棒などの物理的な装置ではなく、車軸によって電磁界が乱される原理を使用する。このため、個々の車軸を検知することができる。電子式トレッドルは車軸カウンタを実現するために利用されている。電子式トレッドルを使った車軸カウンタは、軌道回路と同等の働きを実現できる。

## 使用方法
トレッドルは、使用目的、配線上のどこに用いるかに応じて、様々な形態がある。

### 分岐器
列車が通過中の分岐器を転換させないために、鎖錠にトレッドルを用いる。機械的なトレッドルの場合、フランジがレールに沿って設置された長い棒のようなトレッドルを押し下げて、これにより転轍てこがロックされる。

### 信号機
信号機を停止現示に変えるために機械的なトレッドルが用いられることがある。これは短い軌道回路とラッチ回路により代替できる。

### 踏切
トレッドルは軌道回路を単独で用いる場合に比べてより信頼性が高く正確な検知ができるために、自動踏切の制御に用いられる。トレッドルを列車が通過（踏切の警報を開始）してから列車が踏切を通過するまで30秒程度しかないため、これはとても重要である。

### 注油器

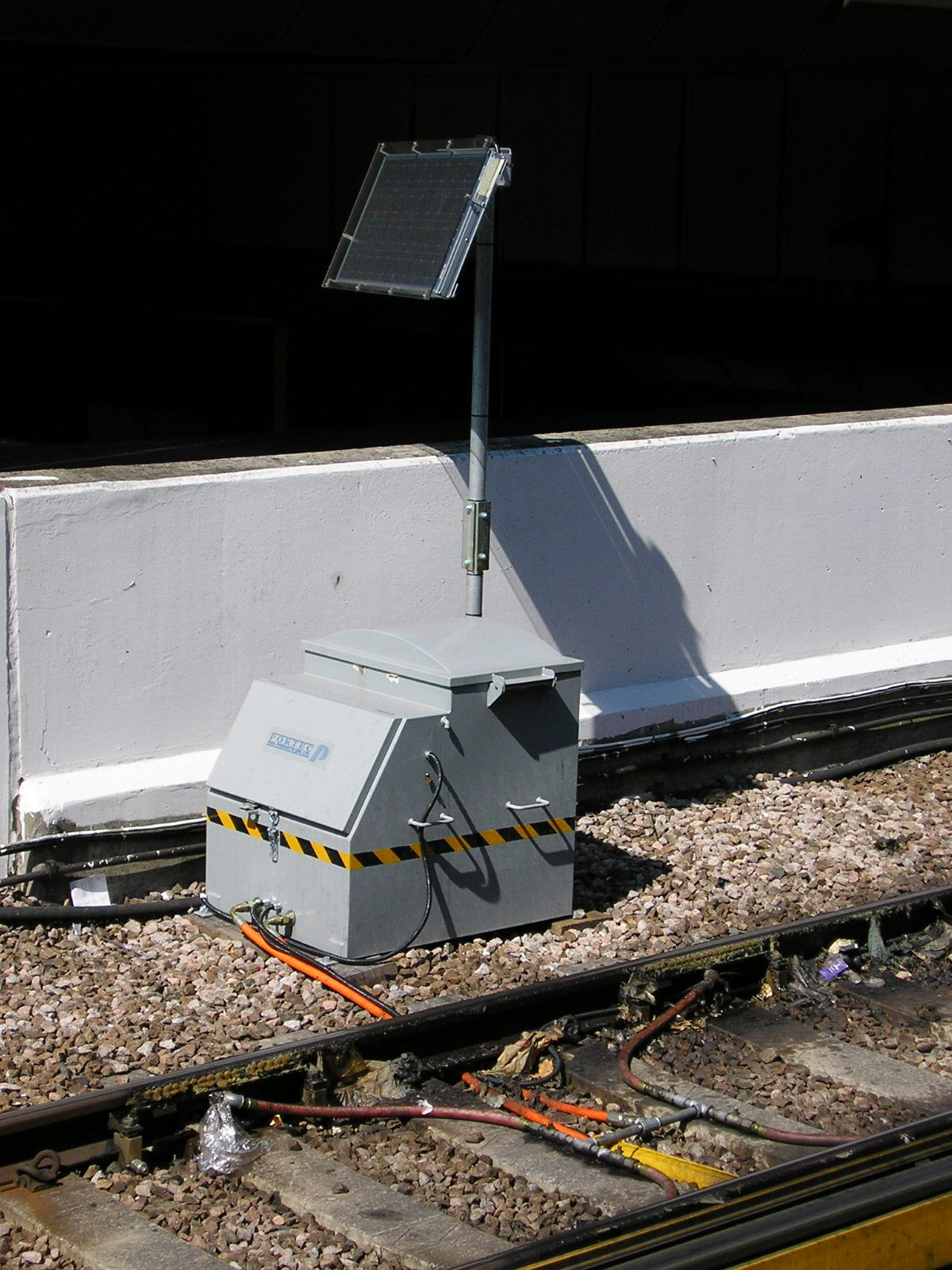
フランジウェイ注油器を動かす小さなトレッドル

フランジとレールの間の摩擦を減らし騒音を軽減するために、注油器が用いられる。注油器は小さなトレッドルを利用して、レールの内側に少量のグリースを塗布する。

## 他の方式との比較
トレッドルは、軌道回路を使って列車位置検知を行う方式に比べると保安度が落ちる。一方で、特に電化区間や自動信号区間においては、設備費を低減できるというメリットがある。

## 事故
初期の信号機の中には、CF ホイットワース（CF Whitworth）によって発明された「自動的」なものがあった。これは実際の運用面で自動的とはとても言えないものであり、ポリスマンが信号を扱う（イギリスの当初の鉄道では列車への運行指示に警察官出身者を雇っていたためポリスマンと呼ばれていた）必要があった。しかし、列車が通過するとトレッドルの働きにより「自動的に」停止現示になるようになっていた。そのような信号機がブライトン（Brighton）の北にあるクレイトントンネル（Clayton Tunnel）の両側に備えられていた。このトンネルで、列車が通過したにもかかわらず信号機がきちんと停止現示に変わっていなかったことをポリスマンが見落としたため、続行の列車がトンネルに進入し、停車していた先行列車と衝突した。
ホイットワースの信号機の最大の欠点は、冗長性がほとんどなく、石が挟まっただけでもうまく動かなくなるということであった。一方で、トレッドルがなければ信号扱手は毎回信号機を停止現示にしなければならず、却って操作を誤ったり忘れたりする可能性もある。